# أيومي كوريهارا
أيومي كوريهارا (باليابانية: 栗原あゆみ؛ بالكانا: くりはら あゆみ) هي مصارعة محترفة يابانية، ولدت في 13 يوليو 1984 في ميتاكا في اليابان.

## روابط خارجية
- أيومي كوريهارا على موقع WrestlingData.com (الإنجليزية)
- أيومي كوريهارا على موقع CageMatch worker (الإنجليزية)
- أيومي كوريهارا على موقع قاعدة بيانات المصارعة على الإنترنت (الإنجليزية)